# Abborrtjärnen (Lidens socken, Medelpad, 695867-155648)
Abborrtjärnen är en sjö i Sundsvalls kommun i Medelpad och ingår i Indalsälvens huvudavrinningsområde. Sjön är 16,3 meter djup, har en yta på 0,116 kvadratkilometer och är belägen 295,6 meter över havet.

## Delavrinningsområde
Abborrtjärnen ingår i det delavrinningsområde (695844-155498) som SMHI kallar för Utloppet av Lill-Vallsjön. Medelhöjden är 282 meter över havet och ytan är 8,74 kvadratkilometer. Det finns ett avrinningsområde uppströms, och räknas det in blir den ackumulerade arean 20,11 kvadratkilometer. Vallsjöån som avvattnar avrinningsområdet har biflödesordning 3, vilket innebär att vattnet flödar genom totalt 3 vattendrag innan det når havet efter 72 kilometer. Avrinningsområdet består mestadels av skog (83 procent). Avrinningsområdet har 0,94 kvadratkilometer vattenytor vilket ger det en sjöprocent på 10,7 procent.